# Studio 100 Animation
Studio 100 Animation is een Belgisch-Franse animatiestudio die een onderdeel is van het Belgische Studio 100.

## Geschiedenis
In 2008 kocht Studio 100 het Duitse E.M. Entertainment die de rechten van onder andere Maja de Bij en Wickie de Viking bezit. Tevens kregen ze zo ook de Australische animatiestudio Flying Bark Productions in handen. Nu Studio 100 deze uitgebreide catalogus in handen kreeg, ontwikkelde het bestuur het idee om de bekendste series, zoals Maya de Bij, Wickie de Viking en Heidi, in een nieuw en moderner jasje te steken. Reden hiervoor was o.a. dat de originele reeksen fel verouderd waren en het beeld en geluidskwaliteit niet meer optimaal zijn voor uitzending in de 21e eeuw. Hierop richtte Studio 100 in Parijs een eigen animatiestudio op, die deze remakes kan produceren. Animatiestudio's in Frankrijk krijgen namelijk al sinds de jaren 80 subsidies terwijl dat in België niet bestaat. In Australië bestaan er ook zulke subsidies. Hierdoor is het voordeliger voor Studio 100 om elders te produceren.

## Filmografie
Bij onderstaande werken was Studio 100 Animation producent of coproducent:
- 2012: Maya de Bij, gebaseerd op de originele reeks uit 1975[6][7]
- 2013: Wickie de Viking, gebaseerd op de originele reeks uit 1974[8][9]
- 2015: Heidi, gebaseerd op de originele reeks uit 1974[10][11]
- 2015: De avonturen van K3, gebaseerd op de Vlaamse meidengroep[12][13]
- 2017: Nils Holgersson, gebaseerd op de originele reeks uit 1980[14]
- 2017: Arthur en de Minimoys, gebaseerd op het originele Franse boek uit 2002.[15]